# Darulaman
Darulaman (persisch: دارالامان) ist eine Ortschaft am südwestlichen Rand von Kabul, Afghanistan, die zu Distrikt 6 gehört.

## Geschichte
Der Vorort war eine Planstadt, die in den 1920er Jahren unter König Amanullah Khan errichtet wurde. Amanullah Khan versuchte, Darulaman zu einer neuen modernen Hauptstadt zu machen, und beauftragte deutsche Firmen und Ingenieure mit dem Bau von Straßen, Brücken und anderer Infrastruktur. Das Gebiet ist mit dem etwa 16 km entfernten Kabul über die Darulaman Road verbunden, einen langen geraden Boulevard, der von einem Analysten als „die vielleicht exquisiteste Straße der Hauptstadt Kabul“ beschrieben wurde. Durch diesen Boulevard wurde auch eine Schmalspurbahn, die Kabul–Darulaman Tramway, gebaut und betrieben.
Dort wurden zahlreiche Gebäude und Paläste errichtet, darunter der Darul-Aman-Palast, das Nationalmuseum von Afghanistan und der Tajbeg-Palast. 1929 dankte Amanullah Khan jedoch ab und Habibullah Kalakani erklärte sich zum König. Infolgedessen wurde seine geplante Stadt nie vollständig fertig gestellt, und sie wurde nie eine Hauptstadt. Die bestehenden Gebäude wurden weiterhin offiziell genutzt. Seit 2015 befindet sich auch das afghanische Parlamentsgebäude in Darulaman. Eine Township namens Omid-e Sabz wurde gebaut und in den 2010er Jahren etwa 3 km westlich von Darulaman eröffnet.